# 바오다이 (연호)
바오다이(베트남어: Bảo Ðại / 保大 보대 / 1926년 ~ 1945년 8월)는 베트남 응우옌 왕조(阮朝) 마지막 황제 바오다이 황제(保大帝) 응우옌 푹 티엔(阮福晪)의 연호이다. 

## 개원
- 카이딘(啓定) 10년 11월 24일[1](그레고리력 1926년 1월 8일)에 연호를 바오다이(保大)로 정하고, 다음 해 1월 1일[2](그레고리력 1926년 2월 13일)에 개원함.[3]

- 바오다이(保大) 20년 7월 23일[4](그레고리력 1945년 8월 30일)에 바오다이 황제가 퇴위함으로써 바오다이 연호가 중지됨.

## 연대 대조표
| 바오다이 | 서기 (西紀) | 간지 (干支) | 대한임시정부 연호 | 중화민국기원    | 일본 연호                         |
| 원년     | 1926년      | 병인 (丙寅) | 대한민국 8년      | 민국(民國) 15년 | 다이쇼(大正) 15년 쇼와(昭和) 원년 |
| 2년      | 1927년      | 정묘 (丁卯) | 대한민국 9년      | 민국 16년       | 쇼와 2년                          |
| 3년      | 1928년      | 무진 (戊辰) | 대한민국 10년     | 민국 17년       | 쇼와 3년                          |
| 4년      | 1929년      | 기사 (己巳) | 대한민국 11년     | 민국 18년       | 쇼와 4년                          |
| 5년      | 1930년      | 경오 (庚午) | 대한민국 12년     | 민국 19년       | 쇼와 5년                          |
| 6년      | 1931년      | 신미 (辛未) | 대한민국 13년     | 민국 20년       | 쇼와 6년                          |
| 7년      | 1932년      | 임신 (壬申) | 대한민국 14년     | 민국 21년       | 쇼와 7년                          |
| 8년      | 1933년      | 계유 (癸酉) | 대한민국 15년     | 민국 22년       | 쇼와 8년                          |
| 9년      | 1934년      | 갑술 (甲戌) | 대한민국 16년     | 민국 23년       | 쇼와 9년                          |
| 10년     | 1935년      | 을해 (乙亥) | 대한민국 17년     | 민국 24년       | 쇼와 10년                         |
| 바오다이 | 서기 (西紀) | 간지 (干支) | 대한임시정부 연호 | 중화민국기원    | 일본 연호                         |
| 11년     | 1936년      | 병자 (丙子) | 대한민국 18년     | 민국(民國) 25년 | 쇼와(昭和) 11년                   |
| 12년     | 1937년      | 정축 (丁丑) | 대한민국 19년     | 민국 26년       | 쇼와 12년                         |
| 13년     | 1938년      | 무인 (戊寅) | 대한민국 20년     | 민국 27년       | 쇼와 13년                         |
| 14년     | 1939년      | 기묘 (己卯) | 대한민국 21년     | 민국 28년       | 쇼와 14년                         |
| 15년     | 1940년      | 경진 (庚辰) | 대한민국 22년     | 민국 29년       | 쇼와 15년                         |
| 16년     | 1941년      | 신사 (辛巳) | 대한민국 23년     | 민국 30년       | 쇼와 16년                         |
| 17년     | 1942년      | 임오 (壬午) | 대한민국 24년     | 민국 31년       | 쇼와 17년                         |
| 18년     | 1943년      | 계미 (癸未) | 대한민국 25년     | 민국 32년       | 쇼와 18년                         |
| 19년     | 1944년      | 갑신 (甲申) | 대한민국 26년     | 민국 33년       | 쇼와 19년                         |
| 20년     | 1945년      | 을유 (乙酉) | 대한민국 27년     | 민국 34년       | 쇼와 20년                         |

## 동시대 연호

### 한국
대한민국 임시정부(大韓民國 臨時政府)
- 대한민국(大韓民國) (1919년 ~ 1948년)

### 중국
중화민국(中華民國)
- 민국(民國) (1912년 ~ )

대동국(大同國)
- 대동(大同) (1929년)

중화공화국(中華共和國)
- 중화공화국(中華共和國) (1933년 ~ 1934년)

만주국(滿洲國)
- 대동(大同) (1932년 ~ 1934년)
- 강덕(康德) (1934년 ~ 1945년)

기타
- 한욕명(韓欲明) 천우(天佑) (1926년 ~ 1928년)
- 마사위(馬士偉) 희순(熙順) (1929년)

### 일본
- 다이쇼(大正) (1912년 ~ 1926년)
- 쇼와(昭和) (1926년 ~ 1989년)

## 같이 보기
- 다른 왕조의 같은 연호
  - 남당(南唐) 보대(保大, 943년 ~ 958년)
  - 요(遼, 거란) 보대(保大, 1121년 ~ 1125년)

- 베트남의 연호